# Znaki zodiaku w wystroju malarskim synagog

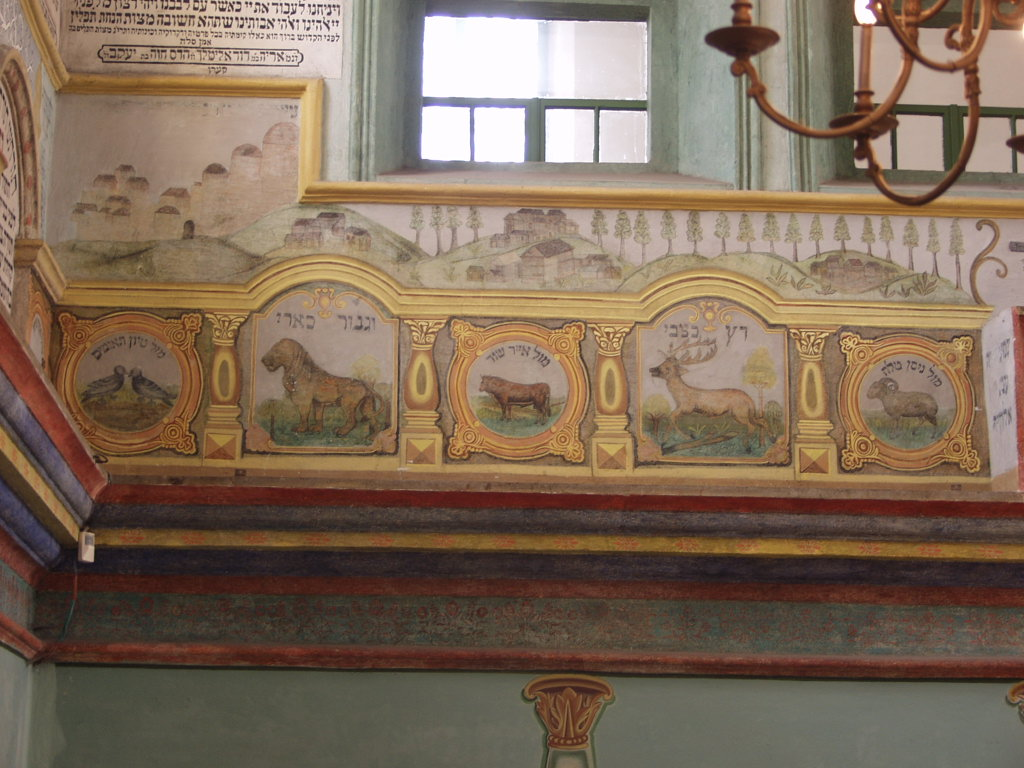
Znaki zodiaku na ścianie zachodniej synagogi w Łańcucie

Znaki zodiaku w wystroju malarskim synagog – jeden z wielu motywów wystroju malarskiego synagogi, stosowany od starożytności do czasów współczesnych. W Polsce popularnie stosowane od XVII wieku, głównie w bożnicach drewnianych, w okresie późniejszym także w murowanych. Najstarszy zachowany przykład na terenie Polski znajduje się w Inowłodzu i pochodzi prawdopodobnie z drugiej połowy XIX wieku. Znaki zodiaku zaliczają się do motywów astralnych, jakie przedstawiano w synagogach.

## Znaki zodiaku

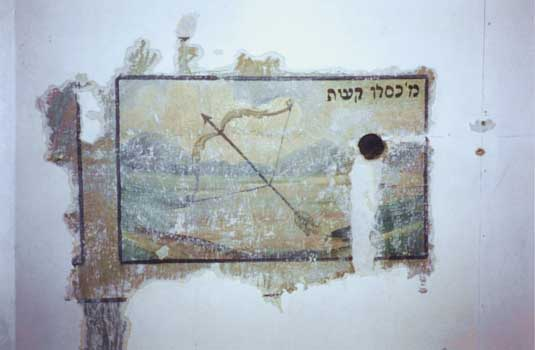
Strzelec przedstawiony w postaci napiętego łuku i podpisany miesiącem kislew, synagoga w Warszawie

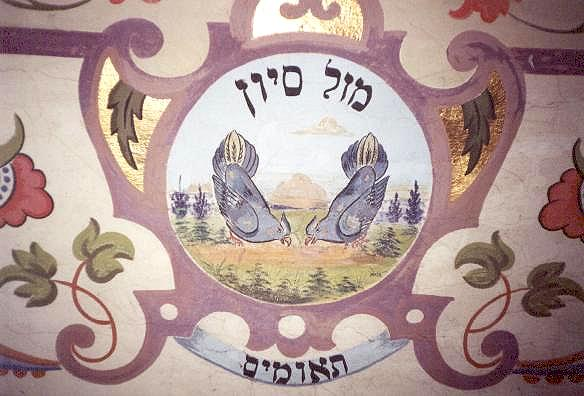
Bliźnięta przedstawione w postaci dwóch gołębi i podpisany miesiącem siwan, synagoga w Niebylcu

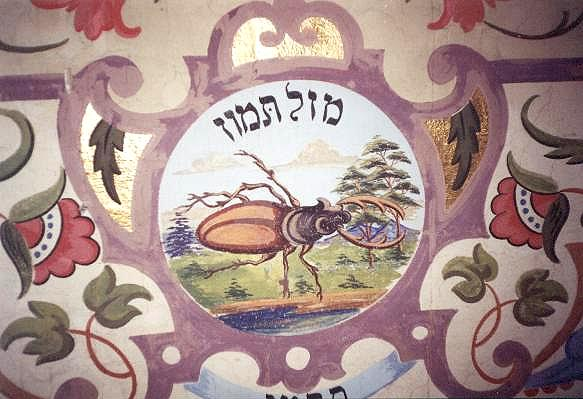
Rak przedstawiony w postaci żuka jelonka i podpisany miesiącem tamuz, synagoga w Niebylcu

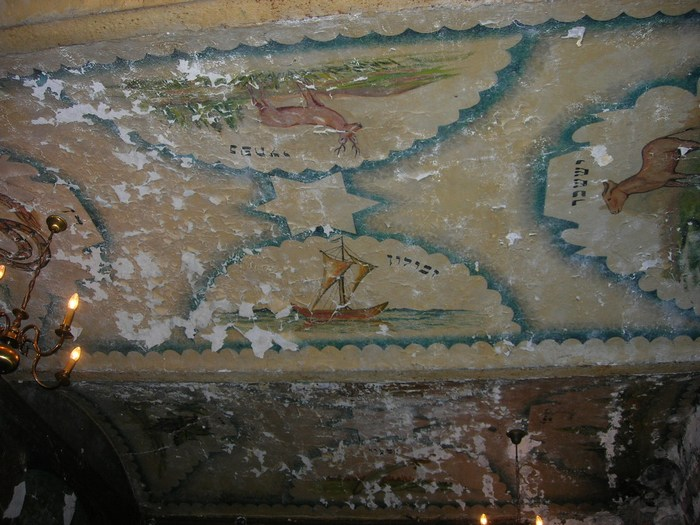
Symbole plemion Izraela na sklepieniu synagogi Mizrachi w Będzinie

Znaki zodiaku malowano w kolejności kalendarzowej przeważnie na sklepieniach, na ścianach tuż pod sufitem lub na belkowaniu galerii dla kobiet w postaci fryzu. W niektórych przypadkach zodiak umieszczano w innej lokalizacji, co spowodowane mogło być architekturą sali lub istniejącym wystrojem. 
Każdy znak był podpisany nazwą żydowskiego miesiąca:
- Baran – nisan
- Byk – ijar
- Bliźnięta – siwan
- Rak – tamuz
- Lew – aw
- Panna – elul
- Waga – tiszri
- Skorpion – cheszwan
- Strzelec – kislew
- Koziorożec – tewet
- Wodnik – szwat
- Ryby – adar

W większości znaków to, co przedstawiano, było zgodne z nazwą konstelacji. W czterech przypadkach: bliźniąt, panny, strzelca oraz wodnika, stosowano wyjątki, ponieważ judaizm zabrania przedstawiania ludzkiej postaci. Tak wykształciły się symbole zastępcze. W miejsce:
- bliźniąt – stosowano parę ptaków, np. gołębi lub dwie abstrakcyjne, wolutowe formy[1].
- panny – stosowano kwiat, bukiet kwiatów lub kosz z kwiatami, w niektórych przypadkach trzymany w kobiecej ręce.
- strzelca – stosowano napięty łuk lub kuszę ze strzałą, w niektórych przypadkach z ukazaniem trzymającej go ręki.
- wodnika – stosowano lejącą się wodę z wiadra czy dzbana lub łódkę na wodzie.

Ludzkie postacie przedstawiono w dwóch przypadkach. W sandomierskiej synagodze zostały one przedstawione bez głów. Natomiast w synagodze Kupa w Krakowie przedstawienia są bardzo śmiałe:
- bliźnięta – to dwaj chłopcy z pochodniami.
- panna – to dziewczyna trzymająca snop zboża.
- strzelec – to centaur trzymający napięty łuk.
- wodnik – to mężczyzna wylewający wodę z wiadra.

W niektórych przypadkach, przedstawienia znaków były bardzo humorystyczne:
- skorpiona – przedstawiano jako jaszczurkę lub krokodyla[3].
- raka – przedstawiano jako krokodyla[4] lub żuka jelonka[5].

## Synagogi z zachowanymi znakami zodiaku w Polsce
Obecnie w Polsce zachowało się 8 synagog z zachowanym pełnym lub tylko częściowym cyklem zodiakalnym. Są to:
- Synagoga Mizrachi w Będzinie – brak jednego symbolu – strzelca
- Synagoga w Dąbrowie Tarnowskiej – pełny
- Synagoga w Inowłodzu – częściowy
- Synagoga Kupa w Krakowie – pełny
- Synagoga w Łańcucie – pełny
- Synagoga w Niebylcu – pełny
- Synagoga w Sandomierzu – pełny
- Synagoga przy Targowej 50/52 w Warszawie – pełny

## Galeria

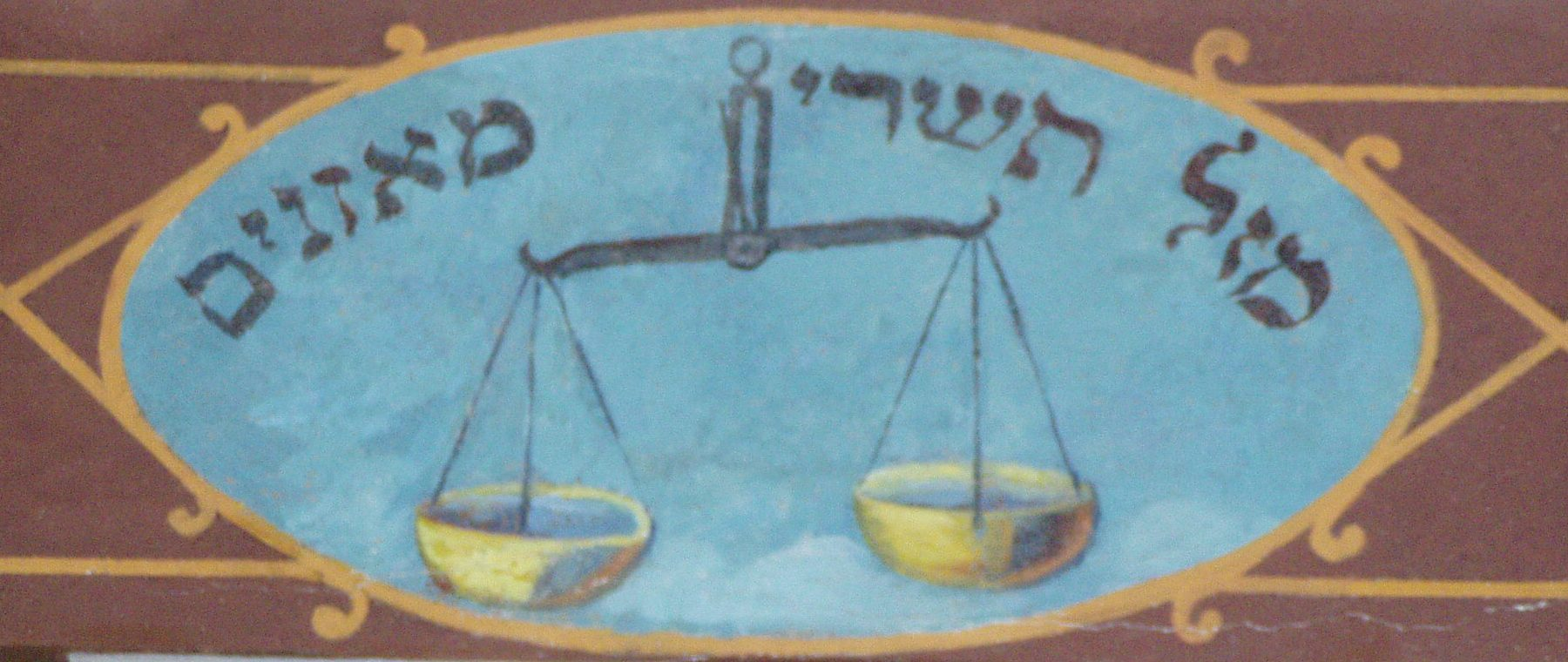
Waga
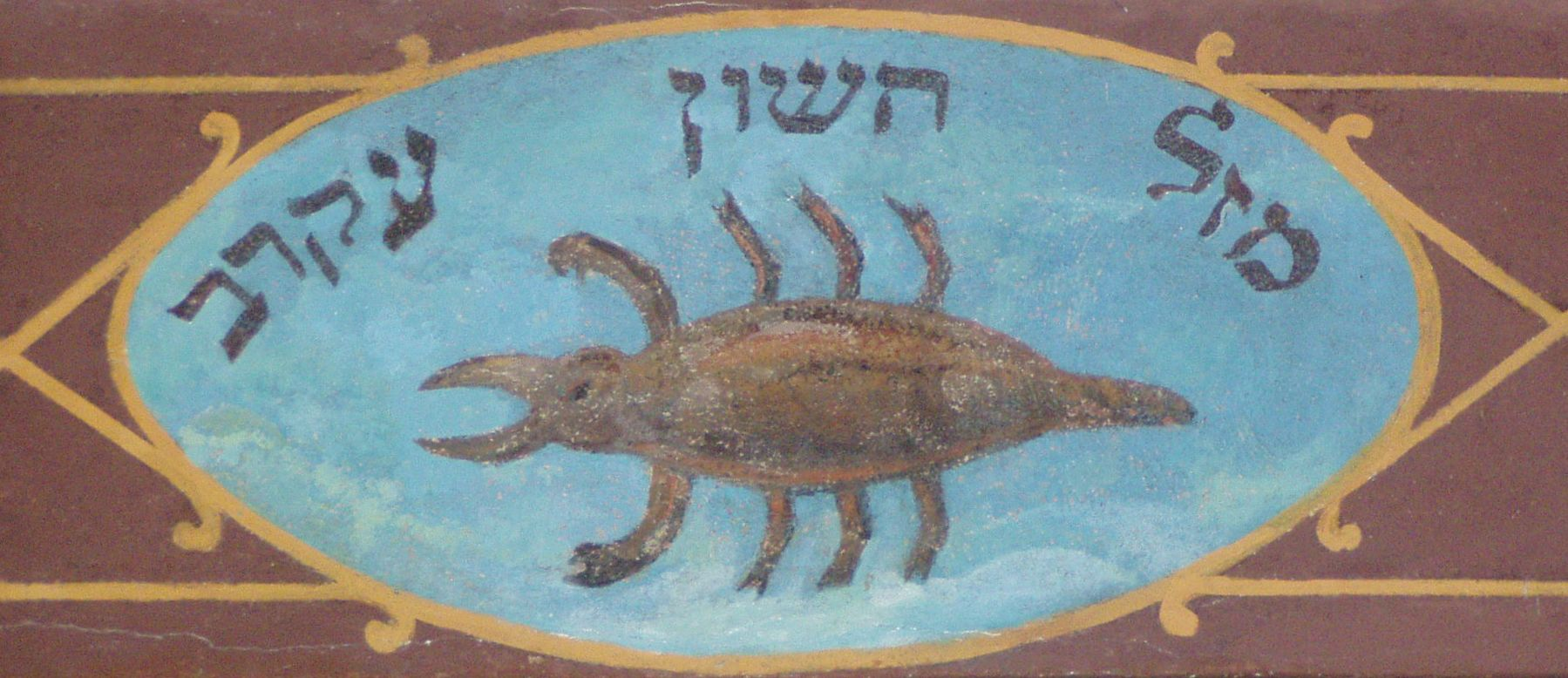
Rak
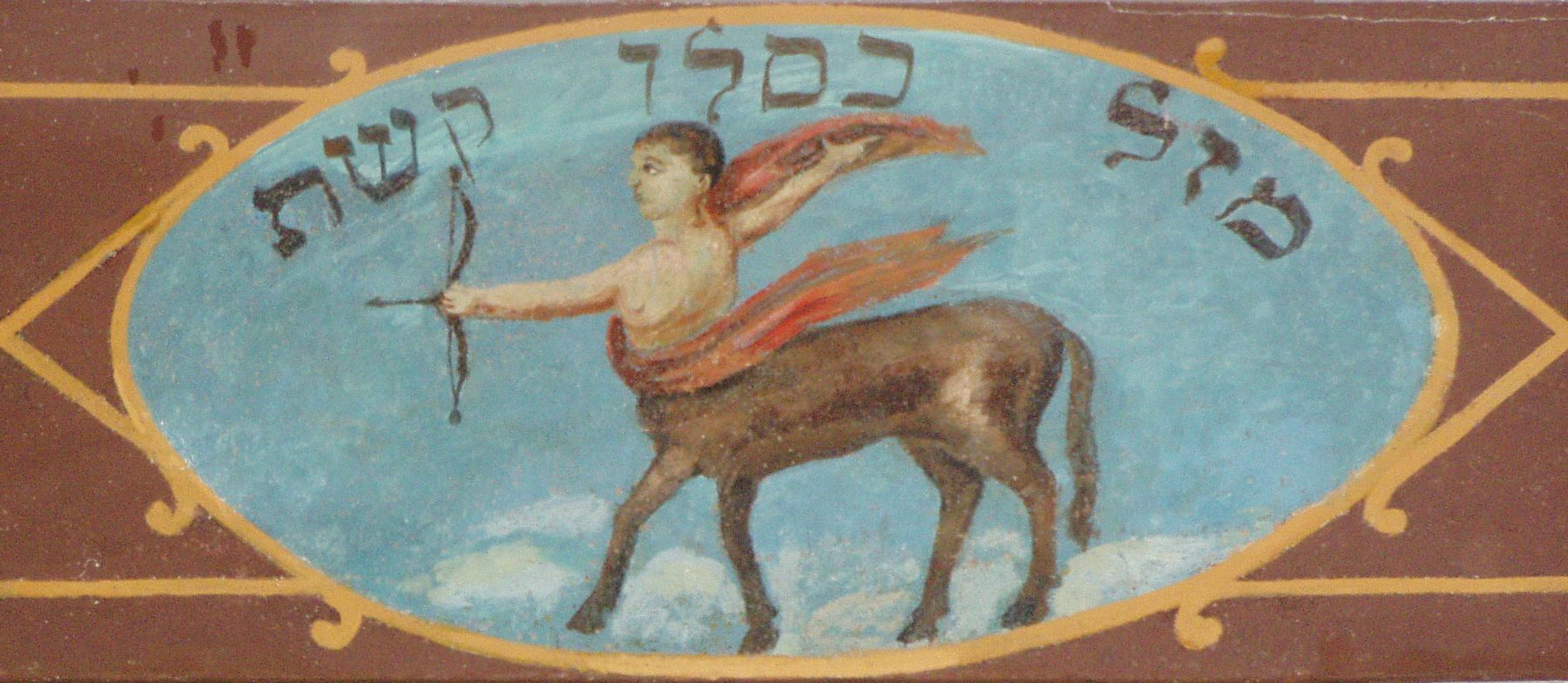
Strzelec
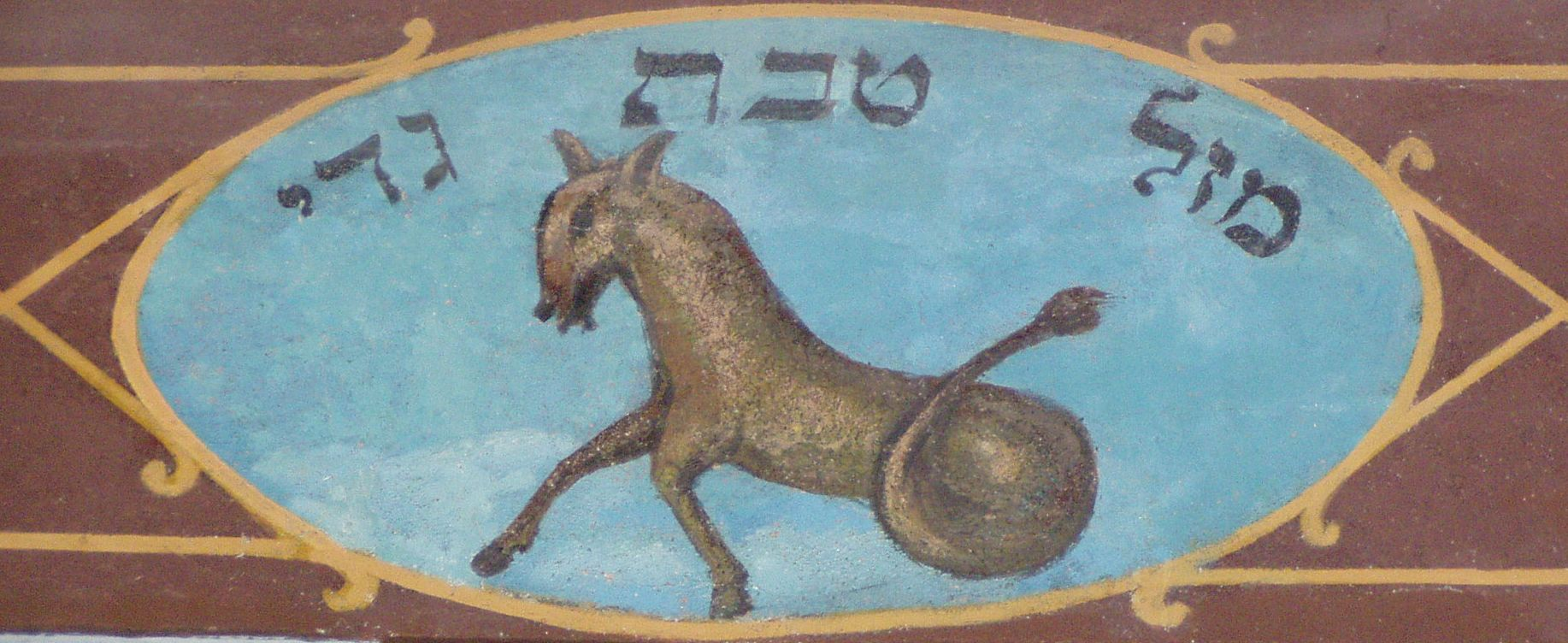
Koziorożec
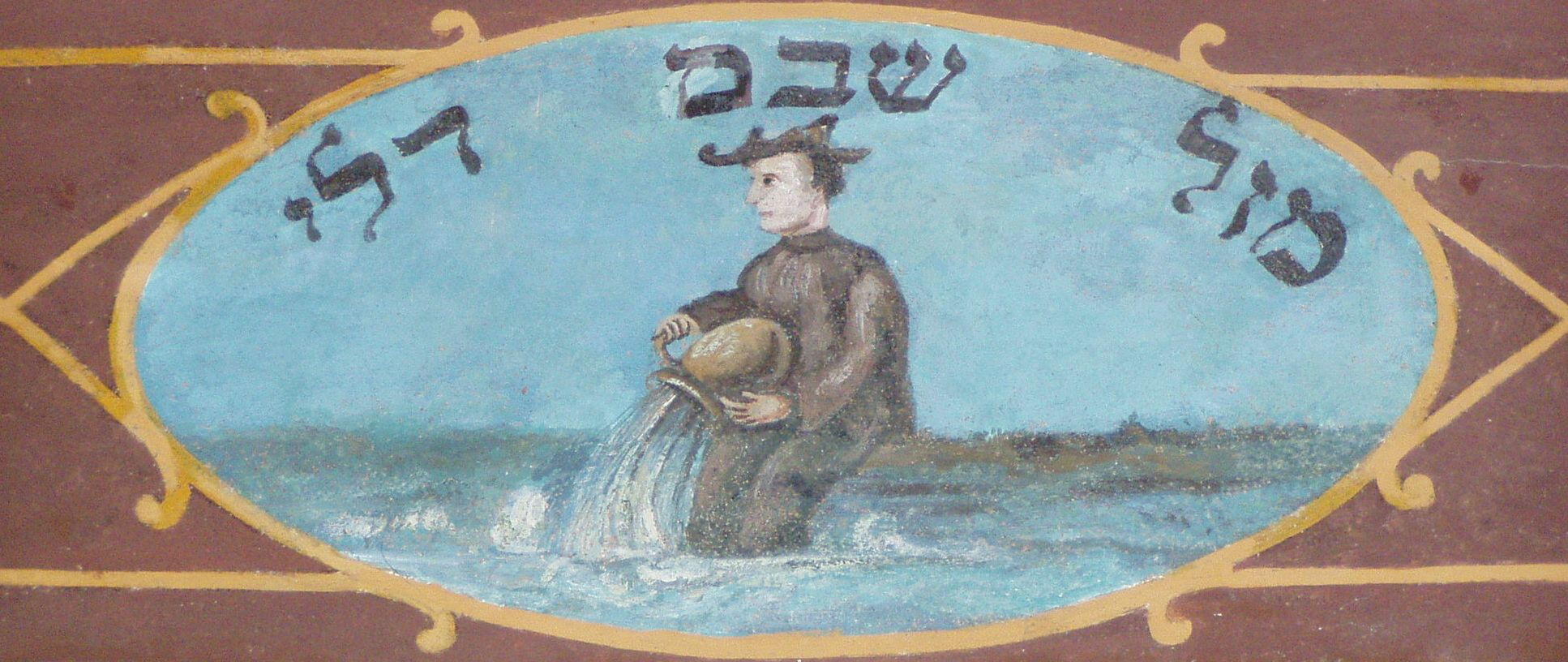
Wodnik
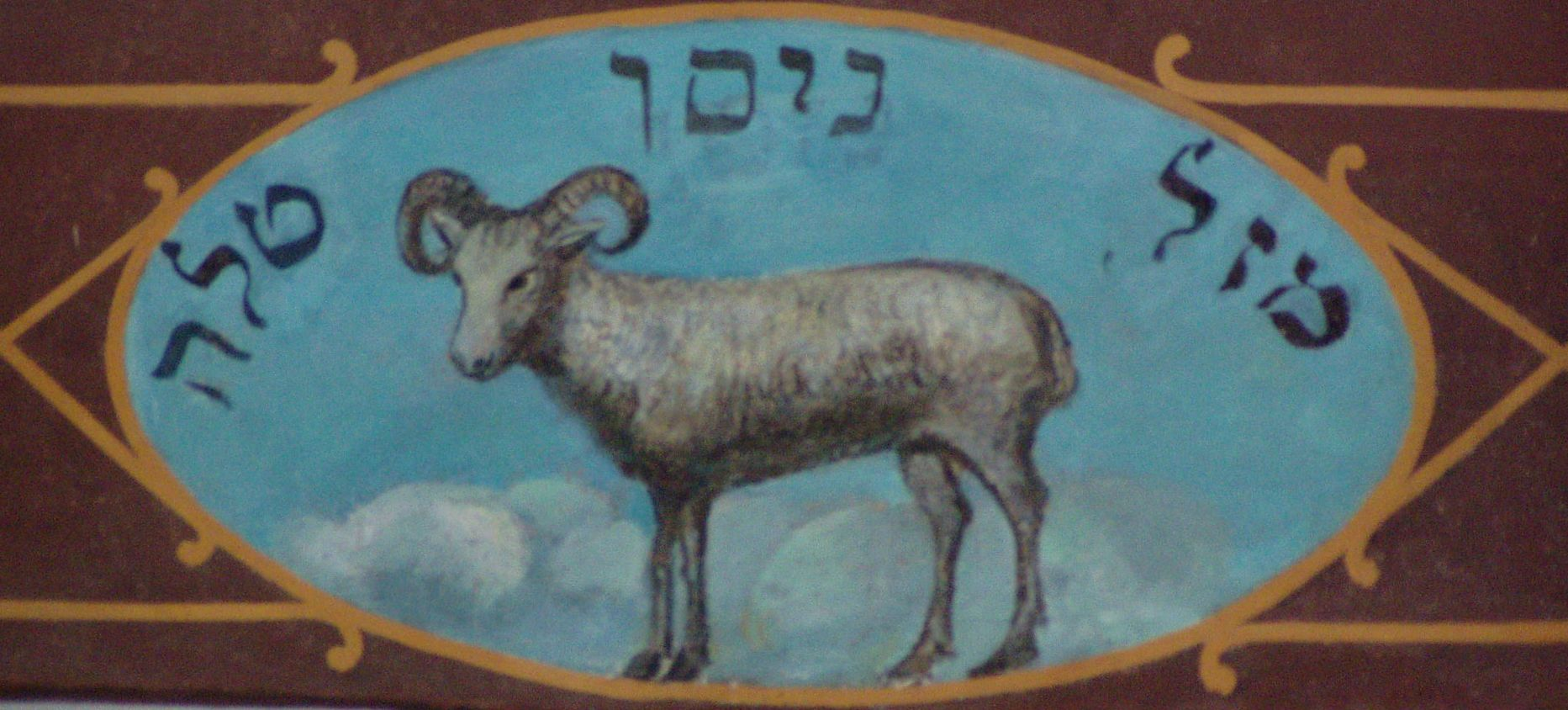
Baran
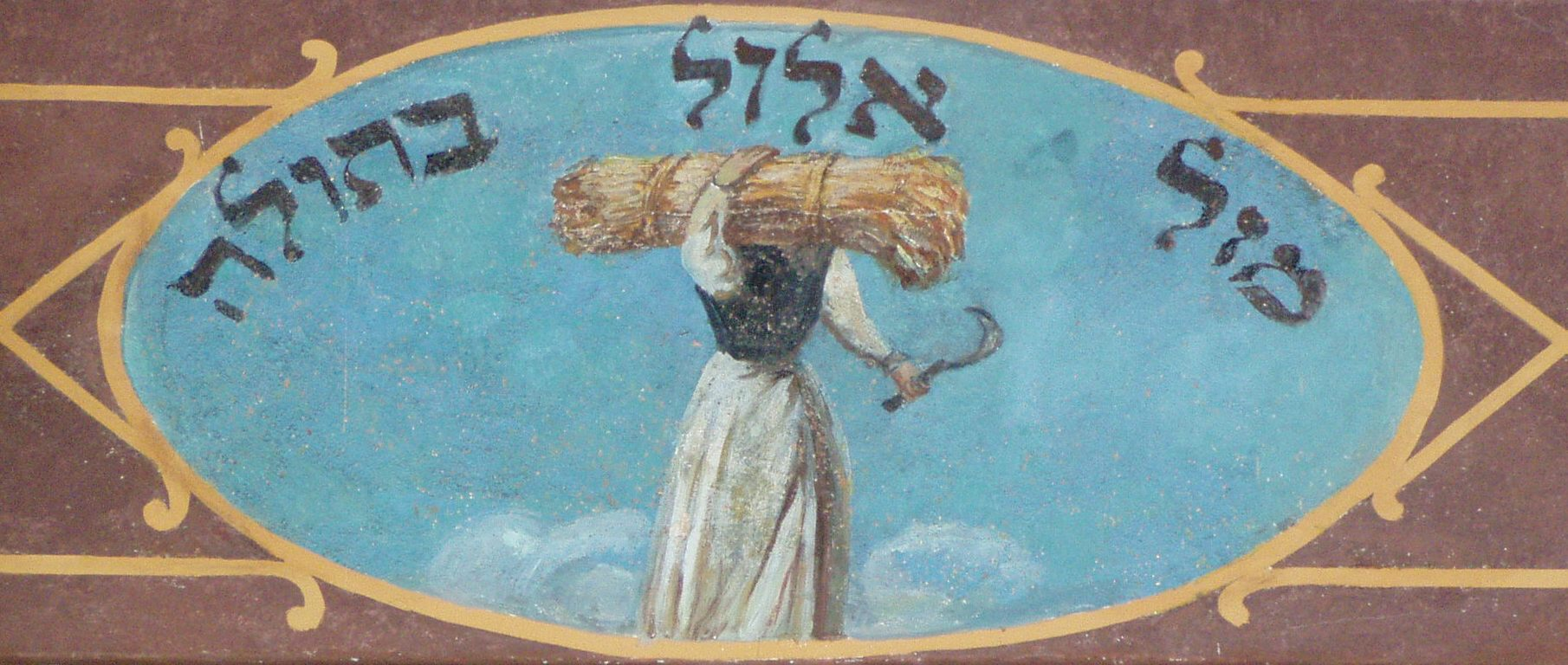
Panna
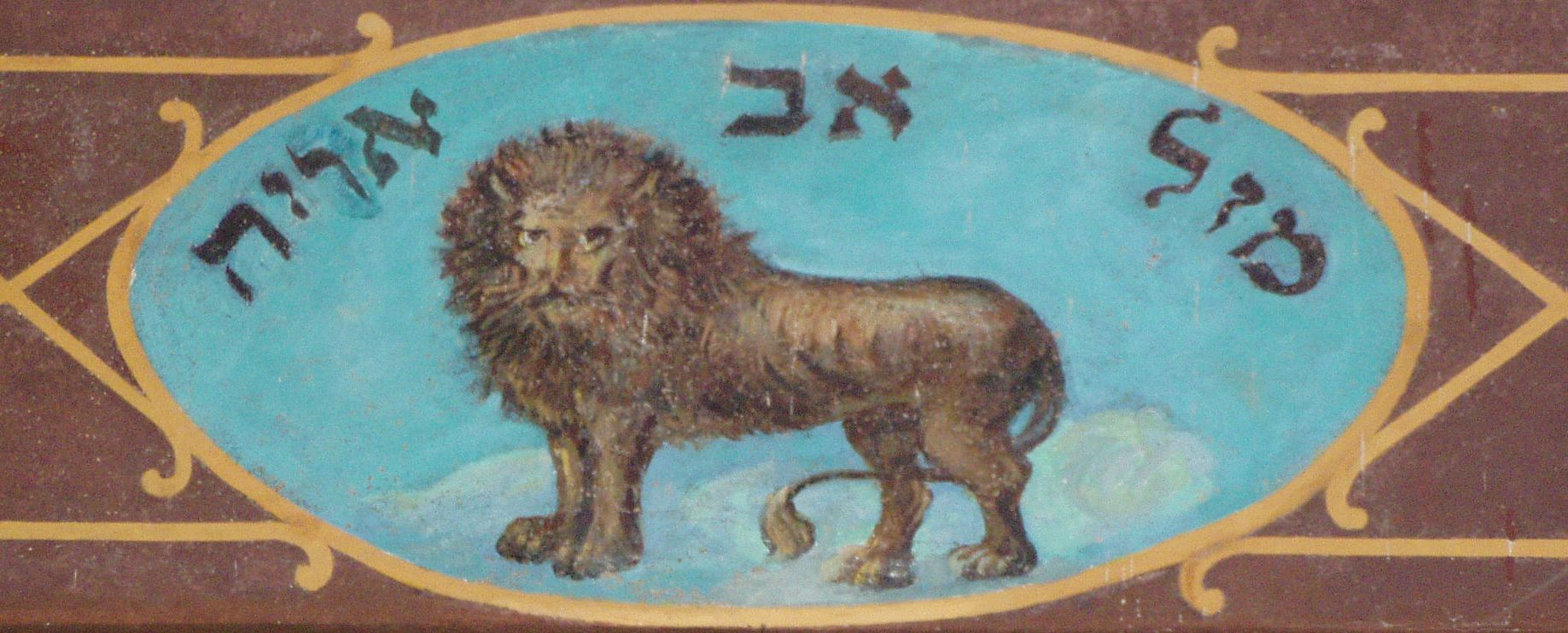
Lew
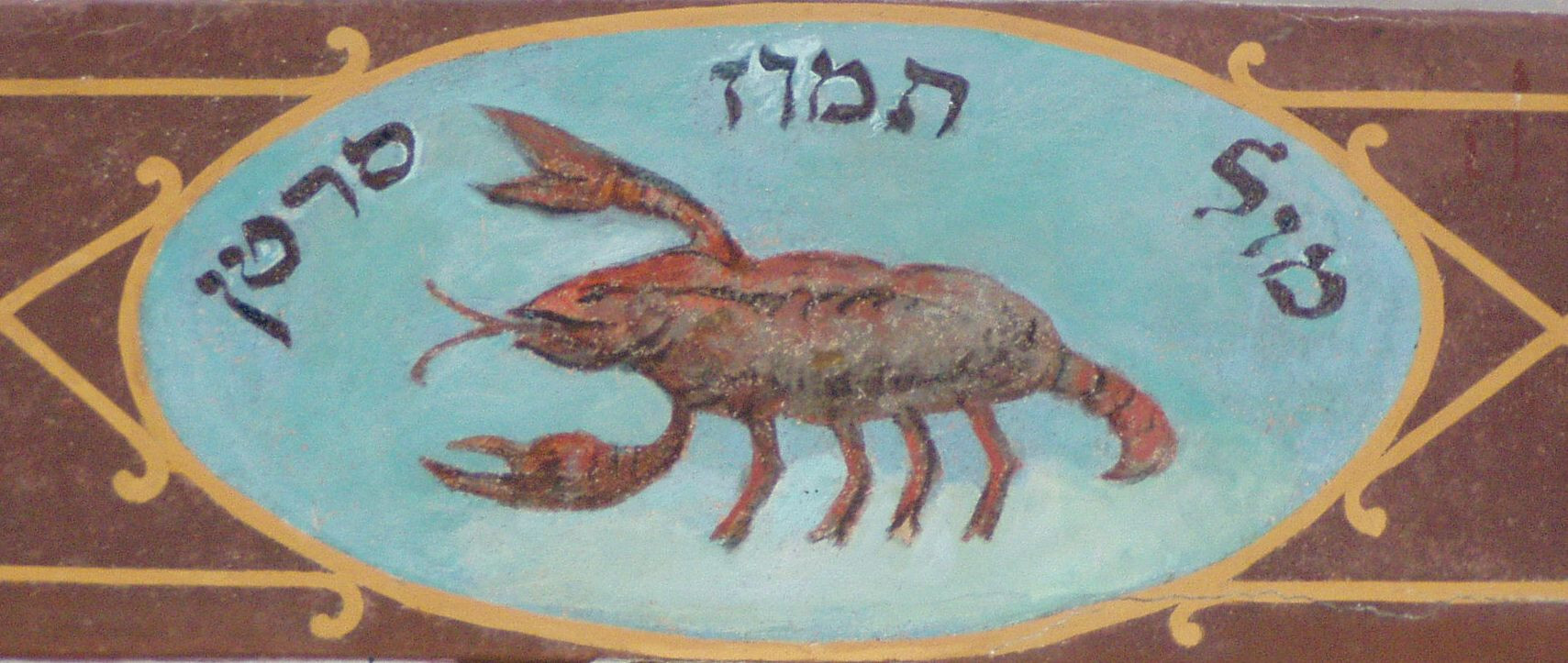
Skorpion
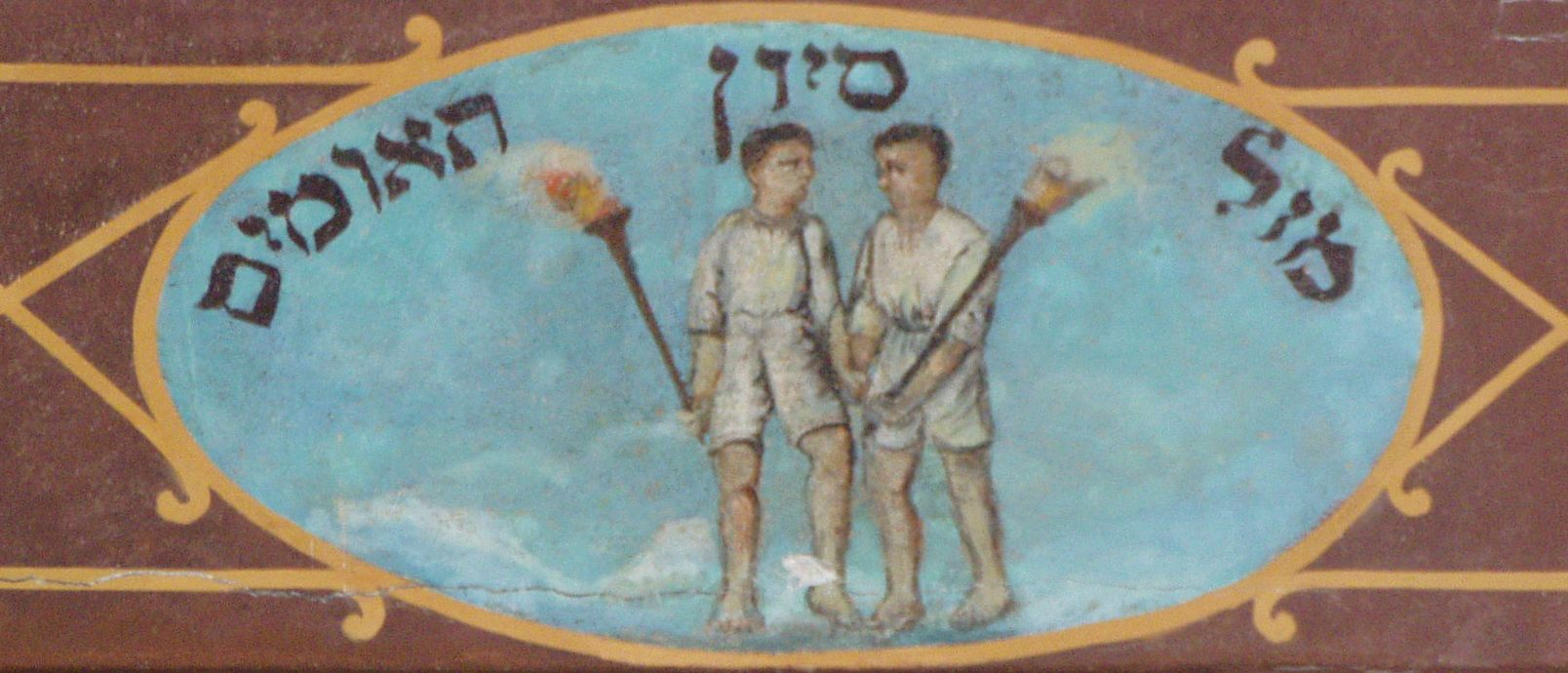
Bliźnięta
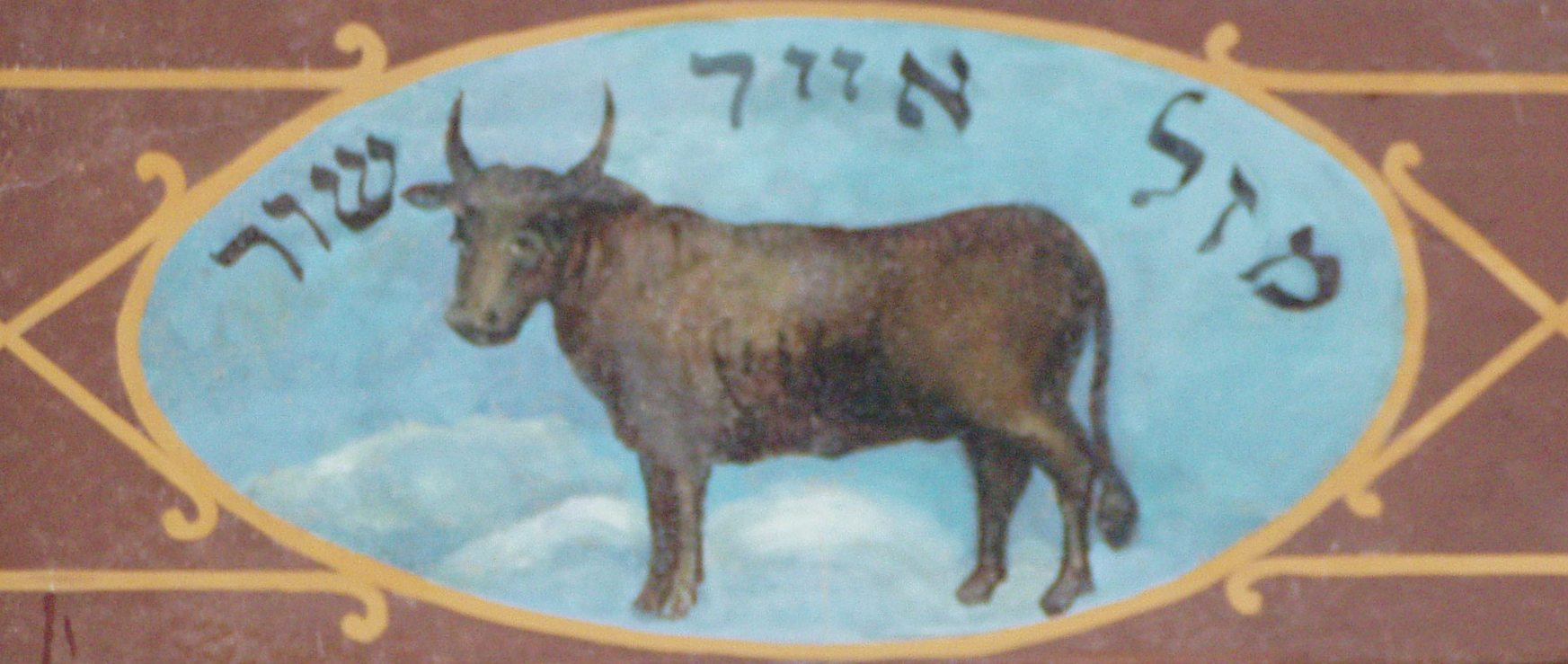
Byk
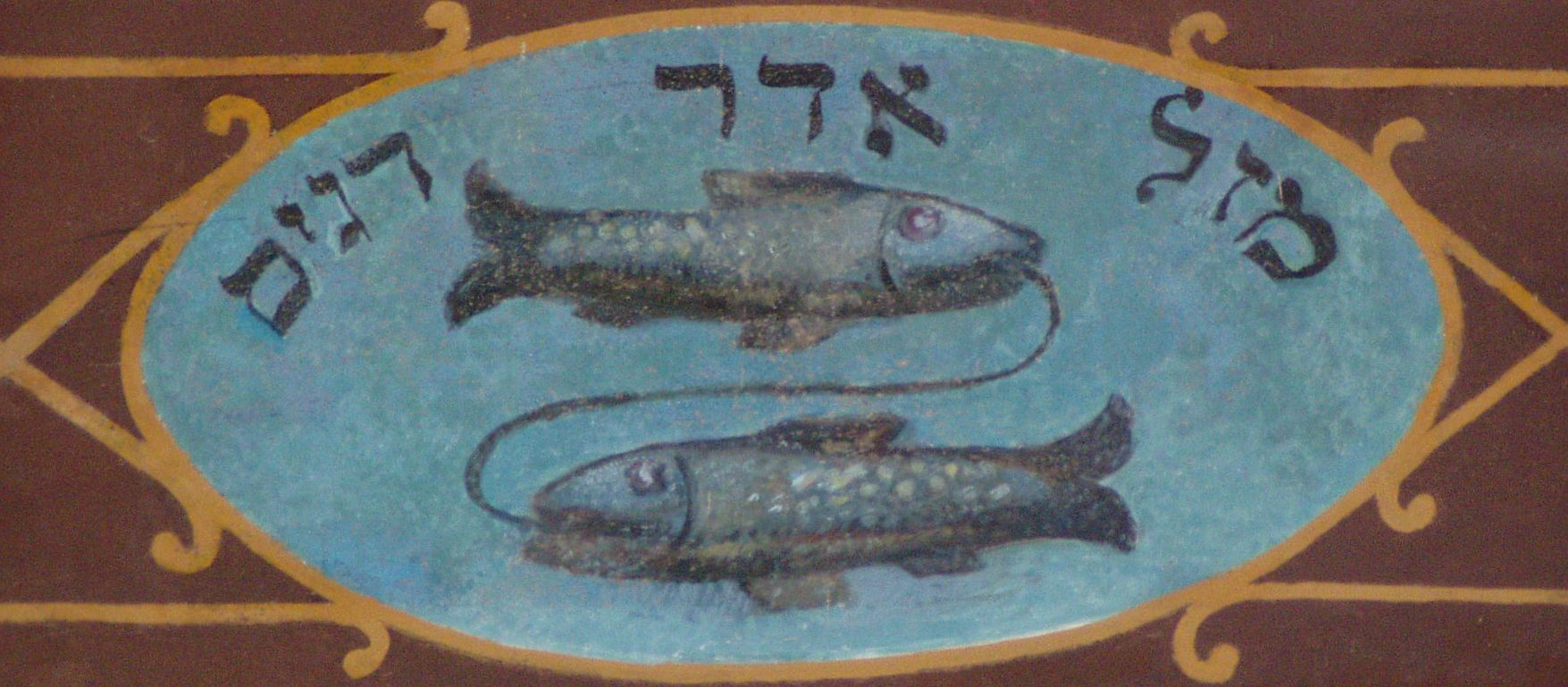
Ryby